# Комник, Юрий Федорович
Комник Юрий Фёдорович (29 января 1931, Бердянск, Бердянский район — 2 июня 2018, Харьков) — советский и украинский физик-экспериментатор. Автор фундаментальных исследований в области физики тонких плёнок, доктор физико-математических наук (1975), профессор (1981), лауреат Государственной премии УССР в области науки и техники (1986).

## Биография
Юрий Федорович Комник родился 29 января 1931 года в г. Бердянск, Запорожская область, УССР. В 1956 г. окончил Харьковский политехнический институт по специальности «Физика металлов» [1]. После окончания вуза работал в институте преподавателем на кафедре физики, закончил аспирантуру под руководством проф. Л. С. Палатника. С 1964 работал в Физико-техническом институте низких температур НАН Украины. В 1970 г. по инициативе директора ФТИНТ Б. И. Веркина возглавил вновь созданный отдел электронных кинетических свойств металлов, которым руководил до 2002. С 2002 работал главным научным сотрудником в этом отделе. За время руководства Ю. Ф. Комником, отдел превратился из небольшой научной группы в мощный исследовательский коллектив [2]. 
"Фундаментальные исследования кинетики образования тонких пленок и фазовых переходов в частицах малого размера во многом определили успех Ю.Ф. Комника в обнаружении квантового размерного эффекта в тонких плёнках висмута, сурьмы и олова, изучении квантовых интерференционных явлений в тонких плёнках, в гранулированных и перколяционных системах, а также в двумерном электронном газе в гетеропереходах" [3,4].
 В 1975 защитил докторскую диссертацию, в 1981 получил звание профессора, в 1986 стал лауреатом Государственной премии УССР в области науки и техники [5]. Опубликовал более 180 научных статей, несколько обзоров. Имеет индекс Хирша h=18 [6]. Является автором монографии «Физика металлических пленок. Размерные и структурные эффекты», изданной в 1979 году [7]. Под руководством Ю. Ф. Комника было защищено 14 кандидатских диссертаций. 
Скончался 2 июня 2018 в Харькове.

## Основные научные результаты
1. Кинетика образования тонких плёнок и фазовых переходов в малых частицах:
- обнаружение эффекта смены механизма конденсации пар-кристалл на механизм пар-жидкость при температурах существенно ниже температуры плавления вещества[1];
- введение представлений о характерных температурах и диаграммах конденсации тонких пленок[2];
- обнаружение размерной зависимости температуры плавления малых частиц и изменение в них периода кристаллической решётки[3].

2. Квантовый размерный эффект в тонких плёнках:
- квантово-размерные осцилляции проводимости плёнок полуметаллов[4];
- квантово-размерные осцилляции критической температуры сверхпроводимости плёнок олова[5];
- квантовые осцилляции проводимости при изменении параметров энергетического спектра в плёнках переменного состава висмут-сурьма[6].

3. Корреляция электронных свойств с координационной структурой аморфных пленок (низкотемпературные конденсаты висмута и галлия):
- низкотемпературная электронография и определение функций радиального распределения[7];
- связь проводимости с изменениями координационной структуры[8];
- связь сверхпроводящих свойств с изменениями дисперсионных кривых квази-фононных возбуждений, определяемыми координационной структурой[9].

4. Квантовые интерференционные эффекты в тонких пленках (слабая локализация и усиление электрон-электронного взаимодействия):
- обнаружение и изучение слабой локализации (антилокализации) в пленках висмута и сурьмы[10];
- доказательство ослабления электрон-электронного взаимодействия в «грязном» пределе[11];
- поведение квантовых поправок в сильном электрическом поле[12].

5. Электронный транспорт в гранулированных плёнках и перколяционных системах:
- переход металл-изолятор в гранулированных пленках, происходящий при усилении локализации электронов[13];
- эффект сверхпроводимости вблизи перехода металл-изолятор и возвратная сверхпроводимость[14];
- обнаружение гигантского отрицательного магнитосопротивления в режиме прыжковой проводимости[15].

6. Фокусировка электронов поперечным магнитным полем:
- нелинейные эффекты при поперечной фокусировке электронов[16];
- «циклотронная» спектроскопия электрон-фононной релаксации в микроконтакте[17];
- дифракция электронного потока через микроконтакт[18].

7. Электронный транспорт в двумерных электронных системах:
- спин-орбитальные эффекты в плёнках висмута в перпендикулярном и параллельном магнитном поле[19];
- эффекты слабой локализации и взаимодействия носителей заряда и эффект электронного перегрева в дельта-слоях сурьмы в кремнии[20];
- эффекты слабой локализации и взаимодействия носителей заряда в двумерном дырочном газе в квантовых ямах Ge и SiGe[21].

## Приоритетные публикации
1. ↑  Палатник Л. С., Комник Ю. Ф. Докл. АН СССР 124 (4), 808—811 (1959)
2. ↑  Комник Ю. Ф. ФТТ, 6, № 10. 2897 (1964)
3. ↑  Палатник Л. С., Комник Ю. Ф. ФММ, 9, 374 (1960)
4. ↑  Комник Ю. Ф., Бухштаб Е. И. ЖЭТФ, 54, 63 (1968)
5. ↑  Комник Ю. Ф., Бухштаб Е. И. Письма в ЖЭТФ, 8, 9 (1968)
6. ↑  Комник Ю. Ф., Бухштаб Е. И., Никитин Ю. В. ФНТ, 1, 243 (1975)
7. ↑  Комник Ю. Ф., Яцук Л. А., Моторная А. А., Болотина М. Л., Белевцев Б. И., Кристаллография, 18, 1263 (1973)
8. ↑  Комник Ю. Ф., Белевцев Б. И., Л. А. Яцук. ЖЭТФ, 63, 2226 (1972)
9. ↑  Белевцев Б. И., Комник Ю. Ф., Яцук Л. А. ЖЭТФ, 65, 2459 (1973)
10. ↑  Комник Ю. Ф., Бухштаб Е. И., Никитин Ю. В. ФНТ, 7, 1350 (1981)
11. ↑  Komnik Yu.F., Kashirin V.Yu., Belevtsev B I., and Beliaev E.Yu. Phys. Rev. B, 50, 15298 (1994)
12. ↑  Kashirin V.Yu. and Komnik Yu.F. Phys. Rev. B, 50, 16845 (1994)
13. ↑  Белевцев Б. И., Комник Ю. Ф., Фомин А. В. ФНТ, 12, 821 (1986)
14. ↑  Belevtsev B.I., Komnik Yu.F., and Fomin A.V. J. Low Temp. Phys., 69, 401 (1987)
15. ↑  Belevtsev B.I., Beliayev E.Yu., Komnik Yu.F., Kopeichenko E.Yu. Physica B, 254, 260 (1998)
16. ↑  Андриевский В. В., Асс Е. И., Комник Ю. Ф. ФНТ, 14, 253 (1988)
17. ↑  Андриевский В. В., Асс Е. И., Комник Ю. Ф. Письма в ЖЭТФ, 47, 103 (1988)
18. ↑  Komnik Yu.F., Andrievskii V.V., and Rozhok S.V. Phys. Rev. B, 56, 4023 (1997)
19. ↑  Комник Ю. Ф., Беркутов И. Б., Андриевский В. В. ФНТ 31, c. 429 (2005)
20. ↑  Agan S., Mironov O.A., Parker E.H.C., Whall T.E., Parry C.P., Kashirin V.Yu., Komnik Yu.F., Krasovitsky Vit.B., and Emeleus C.J. Phys. Rev. B, 63, 075402 (2001)
21. ↑  Leadley D.R., Andrievskii V.V., Berkutov I.B., Komnik Y.F., Hackbarth T. & Mironov O.A. J. Low Temp. Phys, 159, 230 (2010)